# 里昂娜·马林-羅密歐
里昂娜·马林-羅密歐（Leona M. Marlin-Romeo，1973年7月3日—）是一位荷屬聖馬丁政治人物，第五任荷屬聖馬丁首相。她在联合人民党，民主党和独立议员Chanel Brownbill的联盟协议中被选为首相。她曾在2014年至2016年期间担任议会议员。
她于2018年1月15日宣誓就职。1年多後因聯合政府倒台而下台。

## 早年生活
1973年7月3日里昂娜·马林-羅密歐出生于荷屬聖馬丁。在转学到弗吉尼亚州的橡树山学院之前，她曾短暂地就读于圣马丁学院。她于1995年毕业于阿德菲大学，获得政治学学士学位和法语辅修学位。她继续在阿姆斯特丹大学接受教育，毕业后获得国际关系硕士学位。

## 个人生活
马林-羅密歐1997年与Richard Marlin结婚，他们有2个孩子。